# Философово
Философово — село в Свердловском районе Орловской области. Входит в состав Никольского сельского поселения.

## Физико-географическая характеристика
Расположено в 19 километрах от районного центра посёлка Змиёвка и 33 километрах от областного центра города Орёл.
Часовой пояс
Село Философово, как и вся Орловская область, находится в часовой зоне МСК (московское время). Смещение применяемого времени относительно UTC составляет +3:00.

## Население
| 2002 | 2010 |
| ---- | ---- |
| 209  | ↘159 |